# Олешно (Західнопоморське воєводство)
Олешно (пол. Oleszno, нім. Welschenburg) — село в Польщі, у гміні Дравсько-Поморське Дравського повіту Західнопоморського воєводства.
У 1975-1998 роках село належало до Кошалінського воєводства.